# مأموریت محرمانه ۲: بین‌المللی
مأموریت محرمانه ۲: بین‌المللی (انگلیسی: Confidential Assignment 2: International; کره‌ای: 공조۲: 인터내셔날) یک فیلم اکشن-کمدی محصول سال ۲۰۲۲ سینمای کره جنوبی به کارگردانی لی سوک هون با بازی هیون بین، یو هه-جین، ایم یون آه، دنیل هنی و جین سون کیو است. این فیلم در ۷ سپتامبر ۲۰۲۲ منتشر شد. همچنین این دنباله فیلم مأموریت محرمانه (۲۰۱۷) محسوب می‌شود.

## داستان
در نیویورک، جانگ میونگ جون، (جین سون کیو) که رهبر یک سازمان جنایتکار کره شمالی است، قرار است به پیونگ یانگ منتقل شود، جایی که مقامات اف‌بی‌آی توسط گانگسترهای کره شمالی مورد حمله قرار می‌گیرند و میونگ جون فرار می‌کند. همان‌طور که گفته می‌شود میونگ جون با استفاده از پاسپورت جعلی وارد سئول شد، دولت کره شمالی دوباره ایم چول ریونگ را به سئول می‌فرستد تا او را بگیرد. کانگ جین ته با چول ریونگ ملاقات می‌کند و تصمیم می‌گیرد که تحقیقات را برای ردیابی میونگ جون از سر بگیرد، اما پروژه این دو توسط یک مأمور اف‌بی‌آی به نام جک، (دنیل هنی) که می‌خواهد جنایتکاران کره شمالی را به اتهام کشتن مقامات اف‌بی‌آی به ایالات متحده بازگرداند، متوقف می‌شود. آنها توافق می‌کنند که در آن عملیات به همکاری سه جانبه کره‌ای‌ها و آمریکایی‌ها گسترش یابد. این سه نفر چگونه میونگ جون را دستگیر می‌کنند، که هسته اصلی طرح را تشکیل می‌دهد.

## تولید

### بازیگران
در ۲۴ اوت ۲۰۲۲، گزارش شد هیون بین و یو هه-جین به ترتیب برای نقش‌های ایم چول ریونگ و کانگ جین ته در حال مذاکره هستند. در ۲۶ اوت ۲۰۲۰، گزارش شد که دنیل هنی در حال مذاکره برای پیوستن به گروه بازیگران اصلی است. در ۲۸ اوت ۲۰۲۰، اعلام شد که ایم یون آه در حال مذاکره برای نقش پارک مین یونگ است.

### فیلم‌برداری
فیلمبرداری در ۱۸ فوریه ۲۰۲۱، آغاز شد. و در ۱۳ ژوئن به پایان رسید.

## بازخورد

### گیشه
این فیلم در ۷ سپتامبر ۲۰۲۲ در کره جنوبی در ۲۱۶۷ پرده اکران شد. این فیلم در ۳ روز اکران از ۱ میلیون مخاطب و در ۵ روز اکران از ۲ میلیون پذیرش فراتر رفت و با دو برابر سرعت پیش‌درآمد خود به نقطه عطف دست یافت. در ۱۲ سپتامبر، شش روز پس از اکران، این فیلم چهارمین فیلم کره جنوبی در سال ۲۰۲۲ شد که از ۳ میلیون مخاطب عبور کرد. در ۲۲ سپتامبر، ۱۶ روز پس از اکران، این سومین فیلم کره جنوبی در سال ۲۰۲۲ بود که از ۵ میلیون مخاطب عبور کرد. در ۲ اکتبر، ۲۶ روز پس از انتشار، از ۶ میلیون مخاطب نیز فراتر رفت. از ۲۲ اکتبر ۲۰۲۲، این سومین فیلم کره‌ای پرفروش سال ۲۰۲۲ محسوب می‌شود.

## جوایز
- جوایز ناقوس بزرگ برای بازیگر نقش مکمل زن ایم یون آه.[۱۸][۱۹]
- جوایز فیلم اژدهای آبی برای بهترین بازیگر نقش مکمل مرد دنیل هنی.[۲۰][۲۱]